# Allophylus divaricatus
Allophylus divaricatus är en kinesträdsväxtart som beskrevs av Ludwig Radlkofer. Allophylus divaricatus ingår i släktet Allophylus och familjen kinesträdsväxter. Inga underarter finns listade i Catalogue of Life.